# Phyllonorycter solani
Phyllonorycter solani är en fjärilsart som först beskrevs av E. M. Hering 1958.  Phyllonorycter solani ingår i släktet guldmalar, och familjen styltmalar. Inga underarter finns listade i Catalogue of Life.